# Kristien Aertssen
Kristien Aertssen (Antwerpen, 5 maart 1953) is een Belgische illustrator en schrijver van kinderboeken.

## Leven
Na haar universitaire opleiding studeert Aertssen illustratie in Los Angeles, en grafische vormgeving en illustratie aan de Koninklijke Academie voor Schone Kunsten in Antwerpen. Daar wordt ze later docente illustratie. Voor ze kinderboeken begint te illustreren en werkt ze in een jeugdatelier.

## Werk
Door haar werk in een kinderjeugdatelier begint Aertssen eind jaren 1980 met illustreren. Eerst maakt ze illustraties bij het werk van anderen, onder meer Carl Norac, Henri van Daele en Brigitte Minne. Vanaf 1999 schrijft ze zelf kinderboeken. Haar eerste eigen boek heet Circus Bollebrood en gaat over een kleine clown. Clowns fascineren haar door hun naïviteit en speelsheid – twee eigenschappen die ook haar eigen werk kenmerken.
Die lichtheid en vrolijkheid behoudt ze ook in boeken met triestiger thema’s. Dat is bijvoorbeeld het geval in Hoe oma almaar kleiner werd uit 2010 – met een tekst van Michael De Cock. Daarin vallen het gemis en afscheid nemen minder zwaar door de fleurige, warme tekenstijl, al blijft het totaalbeeld van de prenten vaak iets weemoedigs hebben.
Aertssen tekent graag gekke situaties en zwierige composities met ongewone verhoudingen, zoals bijvoorbeeld op de cover Hoe oma almaar kleiner werd waar een meisje haar kleine oma – met buiten proportie groot gezicht – letterlijk op handen draagt. In haar prenten verstopt ze graag details. Haar decors en landschappen zijn vaak sprookjesachtig en worden geregeld bevolkt door prachtige beesten en prinsessen. Het liefst illustreert ze fantasieverhalen (De knuffelkoningin) en poëzie (Wat je ziet, zit in je hoofd : de 100 mooiste kindergedichten van nu, in een samenstelling van Jan Van Coillie).
Het kleurgebruik van Aertssen is specifiek, met veel heldere, exotische kleuren zoals blauw, paars en groen. Ze is overigens gedeeltelijk kleurenblind: bij vergrijsde blauwe en mauve tinten kan ze blauw en paars niet goed van elkaar onderscheiden, met heldere tinten heeft ze geen enkel probleem. Ze vindt haar kleurenblindheid in zekere zin zelfs een verrijking, omdat het haar kleurkeuze heel herkenbaar maakt.
Aertssen is in België en Frankrijk door de jaren heen uitgegroeid tot een gevierd illustrator. Haar boeken zijn vertaald in onder meer het Frans, Duits, Portugees en Koreaans.

## Bekroningen
- 1990: Kinder- en Jeugdjury Vlaanderen (KJV) voor De huilers
- 1994: Boekenpauw voor Tante Nans zat op een gans
- 2004: Kinder- en Jeugdjury Vlaanderen (KJV) voor De knuffelkoningin
- 2005: Picturale-prijs

- Digitale Bibliotheek voor de Nederlandse Letteren: aert032
- Gemeinsame Normdatei: 124469809
- International Standard Name Identifier: 0000 0000 7363 4486
- Library of Congress Control Number: no2002052252
- Nationale Bibliotheek van Letland: 000257141
- Nederlandse Thesaurus van Auteursnamen: 073797596
- RKD-Nederlands Instituut voor Kunstgeschiedenis: 607
- Système universitaire de documentation: 11372201X
- Union List of Artist Names: 500738979
- Virtual International Authority File: 78447633
- WorldCat: E39PBJbxJhgDPpp4xdYD3Kvj4q